# Église Notre-Dame-des-Sept-Douleurs de Cuverville
L'église Notre-Dame-des-Sept-Douleurs de Cuverville est une église catholique située à Cuverville, en France .

## Localisation
L'église est située dans le département français du Calvados, sur la commune de Cuverville.

## Historique
L'édifice date du XIIe au XVIe. Le vocable Notre-Dame-des-Sept-Douleurs évoque le culte de la Mater dolorosa.
La nef est romane. Une des façades de l'édifice, celle du côté nord, présente des meurtrières et des modillons. Le mur sud de la nef a été refait au XVIIe siècle.
Le chœur est roman selon Arcisse de Caumont mais modifié car agrandi aux XVe – XVIe siècles.
La tour est selon Arcisse de Caumont datée des XIIIe – XIVe siècles et inachevée selon le même.
Une chapelle a été ajoutée aux XVe – XVIe siècles afin de servir de lieu de sépulture aux seigneurs de Cuverville. Le patronage de l'église appartenait au couvent de la Charité de Caen au XVIIIe siècle selon Arcisse de Caumont.
L'édifice est inscrit au titre des monuments historiques le 13 avril 1933.

## Description
L'église comportait de nombreuses pierres tombales et une inscription du XVIIe siècle effacée durant la Révolution française.

## Galerie

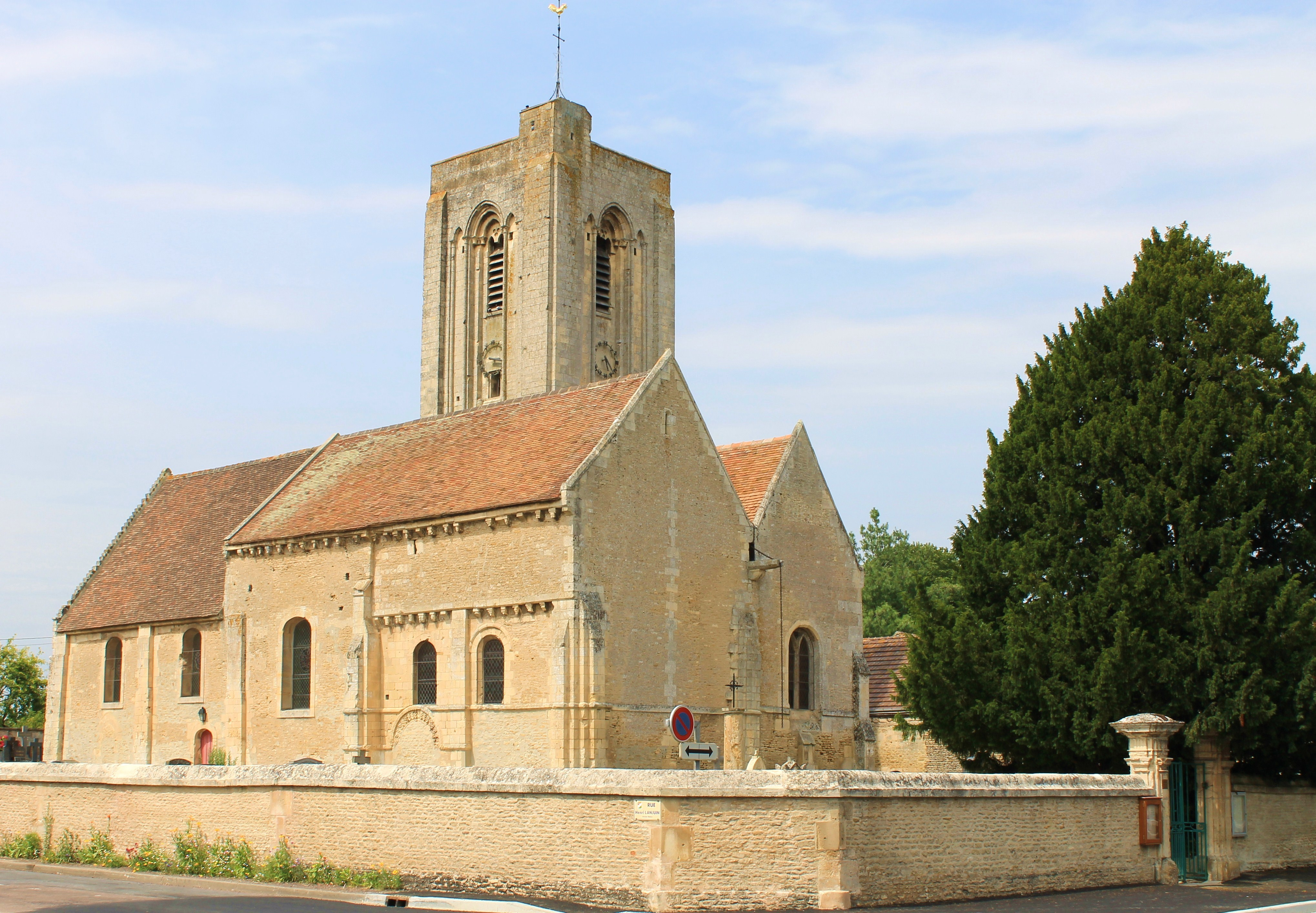
L'église de Cuverville restaurée, vue côté sud-est.
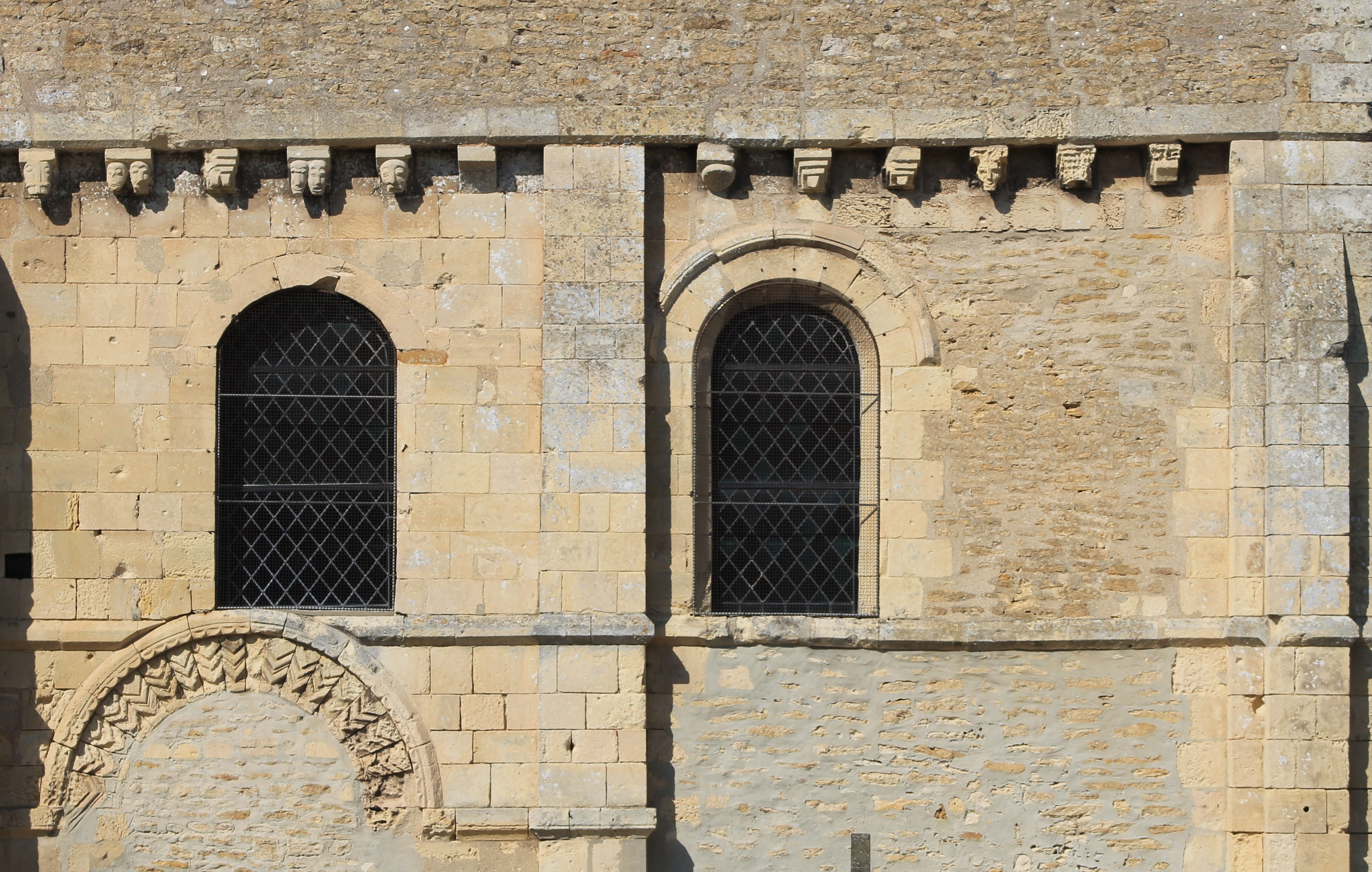
La façade méridionale de l'église Notre-Dame.
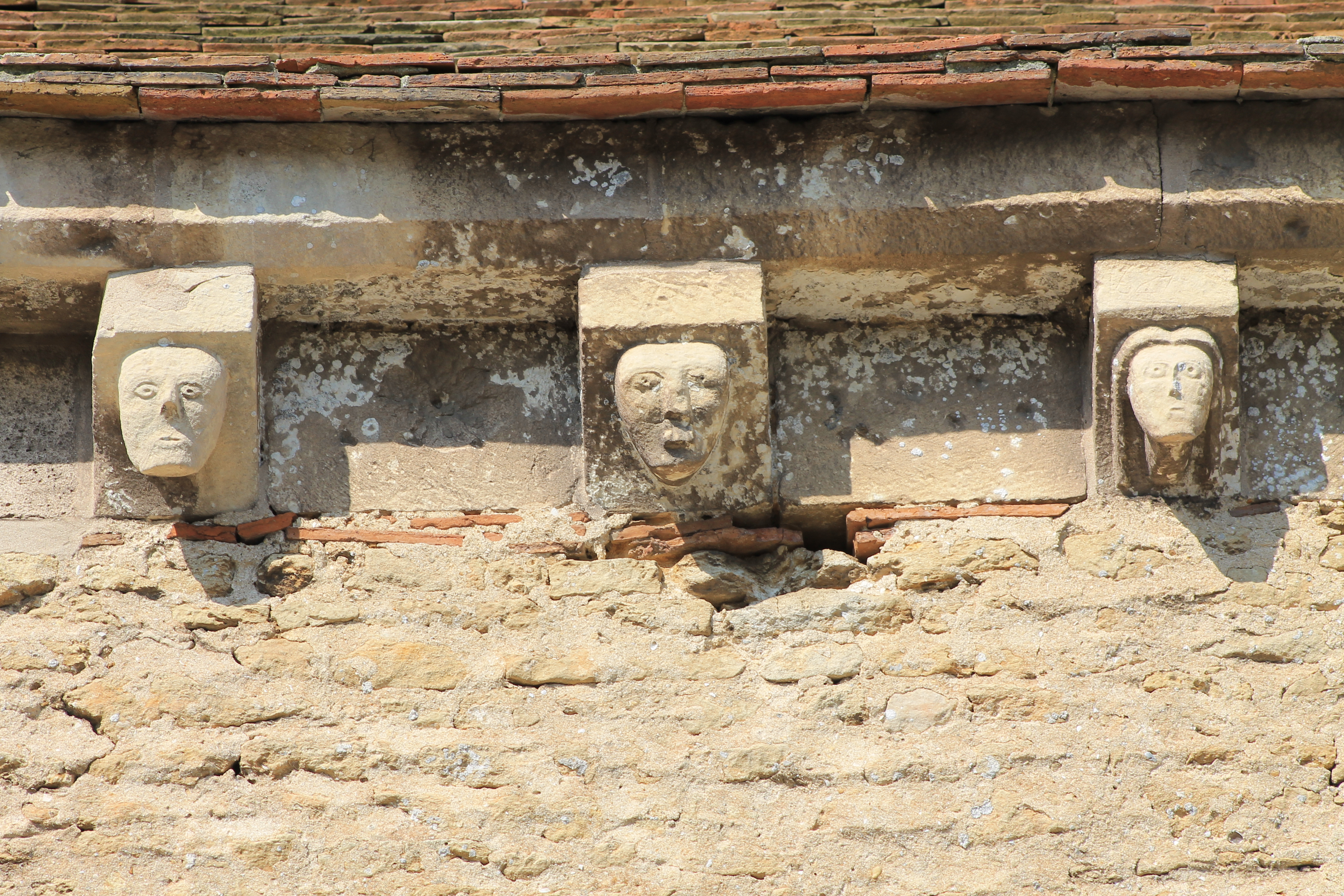
Modillons de la nef.
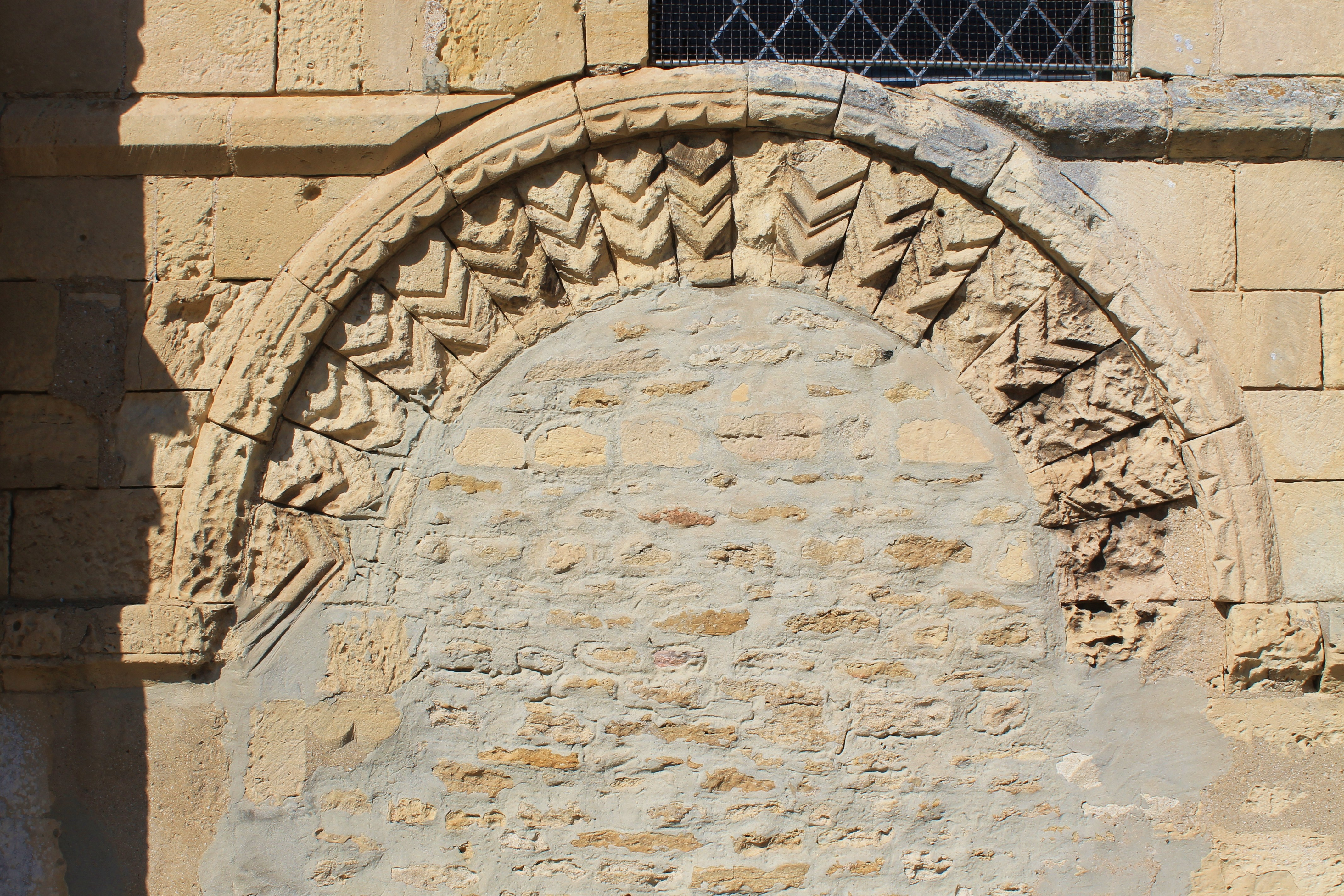
Porte murée.